# Flugabwehrraketengeschwader 2
Das Flugabwehrraketengeschwader 2 (FlaRakG 2) war ein Verband der deutschen Luftwaffe und gehörte zur 2. Luftwaffendivision. Mit mehr als 1.500 Dienstposten für Soldaten und Zivilbedienstete war das Flugabwehrraketengeschwader 2 „Mecklenburg-Vorpommern“ mit seinem Stationierungsstandort in Bad Sülze und den Standorten Sanitz und Prangendorf/Cammin für seine unterstellten Flugabwehrraketengruppen 24 und 21 in den Landkreisen Vorpommern-Rügen und Rostock der größte Verband der Luftwaffe im Osten Deutschlands. Das Geschwader wurde mit Ablauf des 31. März 2013 aufgelöst. Der Außerdienststellungsappell wurde am 8. März 2013 durchgeführt.

## Allgemeines
Das Flugabwehrraketengeschwader 2 „Mecklenburg-Vorpommern“ wurde am 1. Juli 1960 als Flugabwehrregiment 4 in Osnabrück aufgestellt. Nach Stationierungen des Geschwaderstabes in Oldenburg/Niedersachsen und Bremervörde sowie Umbenennungen (1965 in Flugabwehrraketenregiment 4, 1989 in Flugabwehrraketenkommando 2 und 1993 in Flugabwehrraketengeschwader 2), wurde im Zuge der Wiedervereinigung beschlossen, das Geschwader in die „neuen Bundesländer“ zu verlegen.
Der Geschwaderstab schloss, nach einer Zwischenstationierung in Ladeburg bei Berlin (Juni 1994 bis September 1996), die Verlegung nach Bad Sülze im Oktober 1996 ab. Die unterstellte Flugabwehrraketengruppe 31, ausgestattet mit dem Waffensystem HAWK, verlegte in den Jahren 1993 bis 1995 aus Niedersachsen nach Sanitz und Prangendorf in Mecklenburg-Vorpommern. Die ebenfalls unterstellte Flugabwehrraketengruppe 24, ausgestattet mit dem Waffensystem Patriot, war auf dem Fliegerhorst Oldenburg zwischenstationiert und wurde nach Fertigstellung der notwendigen Infrastruktur 2006 in Bad Sülze neu aufgestellt.
Im Dezember 2002 wurde die Flugabwehrraketengruppe 31 in Flugabwehrraketengruppe 12 umbenannt und umgegliedert. Kurzzeitig verfügte der Verband neben dem Waffensystem HAWK ebenfalls über zwei Staffeln mit dem Waffensystem „Roland“. Im Zuge der Weiterentwicklung der Luftwaffenstruktur wurde dem Flugabwehrraketengeschwader zum 1. Januar 2004 zusätzlich die mit dem Waffensystem Patriot ausgestattete Flugabwehrraketengruppe 21 in Bad Arolsen und Möhnesee unterstellt. 2004 wurden beide Gruppen an ihren Standorten aufgelöst und als neue Flugabwehrraketengruppe 21 in Sanitz und Cammin-Prangendorf aufgestellt. Dieser Verband ist gleichfalls mit dem Waffensystem Patriot ausgerüstet; die Waffensysteme HAWK und Roland des Geschwaders wurden Ende 2003 und insgesamt bis 2005 außer Dienst gestellt.
Am 29. November 2004 wurde dem Flugabwehrraketengeschwader 2 durch die Landesregierung der Beiname „Mecklenburg-Vorpommern“ verliehen. Dies soll eine dauerhafte Verbundenheit des Geschwaders mit den Menschen und der Region an der Ostseeküste zum Ausdruck bringen. Nach 14 Jahren räumlicher Trennung ist das Flugabwehrraketengeschwader 2 Ende 2006 mit der Neuaufstellung der Flugabwehrraketengruppe 24 endgültig in einem engen räumlichen Standortbereich (Bad Sülze, Sanitz und Cammin/Prangendorf) zusammengeführt worden.

## Auftrag
Das Flugabwehrraketengeschwader 2 trägt im Rahmen der erweiterten integrierten Luftverteidigung mit bodengebundenen Luftverteidigungswaffensystemen zum Schutz des deutschen und mitteleuropäischen Luftraumes bei.
Im Frieden
- Gewährleistung der erforderlichen Reaktionsfähigkeit durch Herstellen und Halten der personellen und materiellen Einsatzbereitschaft

In der Krise
- Beitrag zum Krisenmanagement durch Einnahme lageangepasster Alarm- und Einsatzbereitschaftsstufen und Schutz eigener und verbündeter Kräfte

Im Einsatz
- Schutz eigener Streitkräfte und/oder definierter Objektgruppen in sogenannten „High Value Asset“-Räumen (Ziele mit hoher militärischer oder ziviler Bedeutung)
- Aufreiben gegnerischer Luftangriffskräfte

## Chronik
Seit seiner Aufstellung 1960 hat das Flugabwehrraketengeschwader 2 eine wechselvolle Geschichte mit mehrfachen Umbenennungen, Umstrukturierungen und Verlegungen sowie zahlreiche Übungen, Auslandseinsätze und Operationen im Rahmen der Katastrophenhilfe erlebt.

### 1960er Jahre
1960
Das Flugabwehrregiment 4 wird in Osnabrück aufgestellt.
1961
- Oberstleutnant Eduard Broock wird erster Kommandeur.

Am 9. und 10. Januar werden die mit den Waffensystemen „Flugabwehrkanone 40mm – L70“ ausgerüsteten Flugabwehrbataillone 44 (Aurich) und 42 (Oldenburg i.O.) dem Flugabwehrregiment 4 unterstellt, ebenso wird das mit dem schweren Flugabwehrraketensystem „Nike“ ausgerüstete Flugabwehrraketenbataillon 24 in Schwarmstedt bei Celle Teil des Verbandes. Am 1. September verlegt der Stab/Flugabwehrregiment 4 nach Oldenburg i.O. (Donnerschweekaserne). Am 1. Oktober erhält das Regiment den Auftrag, das Flugabwehrraketenregiment 14 aufzustellen. Diesem Verband werden später das Flugabwehrraketenbataillon 24 und die aus diesem Bataillon hervorgehenden Flugabwehrraketenbataillon 25 und Flugabwehrraketenbataillon 26 (ebenfalls mit „Nike“ ausgerüstet) unterstellt werden.
1962
Die Flugabwehrraketenbataillone 25 und 26 werden aufgestellt. Die Luftwaffenflugabwehrraketenbataillone 42 und 44 feiern ihr fünfjähriges Bestehen. Stab/Flugabwehrraketenregiment 14 übernimmt die Führung der Flugabwehrraketenbataillone 24, 25 und 26.
- Oberst Eduard Broock ist bis 15. Februar 1963 Kommandeur beider Regimenter.

1963
- Oberstleutnant Hans Kruse übernimmt als Stellvertretender Regimentskommandeur vorübergehend die Führung des Flugabwehrregiments 4.

Das Regiment nimmt im Frühjahr an der ersten großen öffentlichen Vereidigung in Oldenburg teil. Das Flugabwehrraketenbataillon 31 wird, von Rheine kommend, in Westertimke dem Regiment unterstellt. Der Verband wird bis Ende 1963 von der Flugabwehrkanone 75 mm M51 Skysweeper auf das Flugabwehrraketensystem HAWK umgerüstet.
- Oberst Hans Werner Wehlen wird neuer Regimentskommandeur.

Während der Ausbildung im Luftwaffenflugabwehrraketenbataillon 44 stürzt in Brockzetel ein Jagdflugzeug vom Typ F-86 ab, sechs Soldaten werden getötet. Von Ende 1963 bis Ende 1965 werden die Luftwaffenflugabwehrraketenbataillone 42 und 44 auf das Waffensystem HAWK umgerüstet. Ein Großteil der Soldaten wird in den Vereinigten Staaten in Fort Bliss im US-Bundesstaat Texas in mehrmonatigen Lehrgängen umgeschult.
1964
Das Luftwaffenflugabwehrraketenbataillon 42 wird in Luftwaffenflugabwehrraketenbataillon 35 umbenannt. Als erster Verband im Flugabwehrregiment 4 absolviert das Flugabwehrraketenbataillon 31 sein Jahresschießen auf der „McGregor Missile Range“ im US-Bundesstaat New Mexico.
1965
- Oberst Karl Götze übernimmt die Führung des Regiments.

Das Luftwaffenflugabwehrbataillon 41 verlegt während der Umrüstphase auf das Waffensystem HAWK von Essen-Kupferdreh in die Standorte Oldenburg, Varel-Friedrichsfeld, Axstedt und Bremerhaven. Der Verband wird dem Flugabwehrregiment 4 unterstellt, dieses wiederum in Flugabwehrraketenregiment 4 umbenannt. Die Luftwaffenflugabwehrbataillone 41 und 44 werden – ihren neuen Waffensystemen entsprechend – in Flugabwehrraketenbataillon 36 und 37 umbenannt.
1966
- Oberst Werner Weng wird neuer Regimentskommandeur.

1968
Das Flugabwehrraketenbataillon 37 verlässt das Regiment und wird dem Flugabwehrraketenregiment 3 in Heide (Holstein) unterstellt.
1969
- Oberst Günter Hube wird neuer Regimentskommandeur und übernimmt einen Verband, dessen drei Bataillonsgefechtsstände (Battalion Operations Center – BOC) sowie 11 von 12 Batterien bereits der NATO unterstehen.

### 1970er Jahre
1970
Im August wird das Richtfest der Kaserne in Bremervörde gefeiert.
1971
- Oberst Eckart Nemitz übernimmt das Kommando über das Flugabwehrraketenregiment 4.

Der Stab/Flugabwehrraketenregiment 4 verlegt von Oldenburg in die Vörde-Kaserne nach Bremervörde, wo bereits seit Anfang 1972 das Flugabwehrraketenbataillon 36 stationiert ist. Im September wird mit der 1./Flugabwehrraketenbataillon 36 die letzte Batterie des Regiments der NATO unterstellt.
1973
Alle Bataillone erreichen bei der Taktischen Überprüfung der NATO (Tactical Evaluation – TacEval) die Note 2 und werden für diese Spitzenleistung mit der Ehrenurkunde des Kommandierenden Generals der Luftflotte ausgezeichnet.
1974
Das Flugabwehrraketenbataillon 31 erzielt als erster HAWK-Verband der Luftwaffe beim NATO TacEval die Bestnote 1. Die ersten Zwillings-Flugabwehrkanonen „Flak 20mm Zwilling“ werden den Einheiten des Regiments zugeführt.
1976
Von 1976 bis 1978 wird die Kampfkraft des Waffensystems HAWK durch Umrüstung auf die verbesserte Version „Improved HAWK“ deutlich gesteigert.
1978
- Neuer Regimentskommandeur wird Oberst Diedrich Kuhhagen.

Die Indienststellung des verbesserten Waffensystems „Improved HAWK“ wird mit einem Appell Improved HAWK erneut den gestiegenen gegnerischen Fähigkeiten an.
1983
Die vierte Kampfbesatzung wird in den Batterien eingeführt.
1984
Das Flugabwehrraketenbataillon 35 erhält wegen besonderer Verdienste das Fahnenband des Ministerpräsidenten von Niedersachsen verliehen.
1985
- Neuer Regimentskommandeur wird Oberst Klaus Kollat.

Das Regiment feiert sein 25-jähriges Bestehen.
1987
- Oberst Hartmut Moede übernimmt das Regiment.

1989
Umgliederung und Umstrukturierung des Flugabwehrraketenregiment 4 in Flugabwehrraketenkommando 2. Das Flugabwehrraketengeschwader 35 wechselt zum Flugabwehrraketenkommando 3. Die Flugabwehrraketengeschwader 24 (Delmenhorst) und 37 (Cuxhaven-Altenwalde) werden dem Flugabwehrraketenkommando 2 unterstellt.

### 1990er Jahre
1990
- Oberst Baron von Hoyer-Boot wird Kommandeur des Flugabwehrraketenkommandos 2.

Das Flugabwehrraketengeschwader 31 wechselt zum Flugabwehrraketenkommando 3.
1991
Im Rahmen der NATO-Unterstützung der Türkei während des Golfkrise und des anschließenden Golfkriegs („Operation Desert Storm“) erhält das Flugabwehrraketengeschwader 36 den Auftrag, in Teilen zum Schutz des Allied Mobile Force-Kontingents (Alliierter Mobiler Streitkräfteverband – AMF) auf den Einsatz-Fliegerhorst Diyarbakır in der Türkei zu verlegen. Die Rückverlegung von Personal und Material des Luftwaffenkontingents in die Heimatstandorte wird Ende März 1991 abgeschlossen. Am 3. September wird ein großer Zapfenstreich aus Anlass des 20. Jubiläums der Garnisonsstadt Bremervörde veranstaltet.
- Oberst Klaus Heins wird neuer Kommandeur des Flugabwehrraketenkommandos 2.

1992
Das Flugabwehrraketengeschwader 36 (Bremervörde) wechselt zum Flugabwehrraketenkommando 3 (Oldenburg). Das Flugabwehrraketengeschwader 31 (Westertimke) wird dem Flugabwehrraketenkommando 2 unterstellt. Am 21. September wird das Flugabwehrraketengeschwader 3 aufgelöst. Dem Flugabwehrraketengeschwader 39 werden die 1. und 2. Staffel des Flugabwehrraketengeschwaders 37 unterstellt, die 3. und 4. Staffel des Flugabwehrraketengeschwaders 37 wechseln zum Flugabwehrraketengeschwader 31.
1993
Das Flugabwehrraketenkommando 2 wird umgegliedert und in Flugabwehrraketengeschwader 2 umbenannt. Das Flugabwehrraketengeschwader 24 wird zur Flugabwehrraketengruppe 24 und das Flugabwehrraketengeschwader 31 erhält die neue Bezeichnung Flugabwehrraketengruppe 31. Am 15. März verlegt die 4./Flugabwehrraketengruppe 24 von Rodenkirchen nach Oldenburg. Die Verlegung des Stabs und der Stabstaffel/Flugabwehrraketengruppe 31 von Westertimke nach Sanitz wird abgeschlossen. Die Luftwaffensanitätsstaffel der Flugabwehrraketengruppe 31 verlegt von Westertimke nach Prangendorf. Die 4./Flugabwehrraketengruppe 31 wechselt ihren Standort von Axstedt nach Sanitz, ebenso wie die bisher in Dörverden stationierte 6./Flugabwehrraketengruppe 31. Anlässlich der Verlegung/Aufstellung der Flugabwehrraketengruppe 31 am Standort Sanitz/Prangendorf findet ein feierlicher Appell im Beisein des Bundesministers der Verteidigung Volker Rühe statt. Die 6./Flugabwehrraketengruppe 24 verlegt von Wiesmoor nach Oldenburg. Die Zwischenstationierung aller Einheiten der Flugabwehrraketengruppe 24 auf dem Fliegerhorst Oldenburg wird beschlossen.
Auf dem Fliegerhorst Oldenburg findet anlässlich des Abschlusses der Einführung des Waffensystems Patriot in die Luftwaffe eine Feldparade statt. Die 1. und 5. Staffel der Flugabwehrraketengruppe 24 verlegen von Elsfleth nach Oldenburg. Die Verlegung aller Einheiten der Flugabwehrraketengruppe 24 auf den Fliegerhorst Oldenburg ist abgeschlossen.
1994
Die Flugabwehrraketengruppe 24 verabschiedet sich nach 32 Jahren mit einem militärischen Appell von ihrem Standort Delmenhorst. Der Verband stellt sich mit einem militärischen Appell auf dem Fliegerhorst im Standort Oldenburg vor. Vom 6. bis 10. Juni findet die erste nationale Taktische Überprüfung der Flugabwehrraketengruppe 24 mit dem Waffensystem Patriot statt. Die Verlegung Stab/Flugabwehrraketengeschwader 2 von Bremervörde nach Ladeburg wird abgeschlossen, ebenso die der Versorgungsstaffel/Flugabwehrraketengruppe 31 von Westertimke nach Prangendorf – den gleichen Standort belegt fortan die bisher in Axstedt stationierte 5./Flugabwehrraketengruppe 31.
1995
Die Verlegung der 1./Flugabwehrraketengruppe 31 von Cuxhaven nach Prangendorf wird abgeschlossen. Am 1. Juni wird die Flugabwehrraketengruppe 24 nach Abschluss von Umstrukturierung und Verlegung erneut der NATO unterstellt.
- Oberst Böhler übernimmt am 1. Juli das Kommando über das Flugabwehrraketengeschwader 2.

Die 2. und 3. Staffel der Flugabwehrraketengruppe 31 an den Standorten Cuxhaven und Axstedt werden im Rahmen der Einnahme der Luftwaffenstruktur 4 aufgelöst. Vom 16. bis 20. Oktober wird die Flugabwehrraketengruppe 24 der ersten Taktischen Überprüfung als „NATO Command Force“ (NATO CF) unterzogen.
1996
Am 1. Juli werden die 5. und 6. Staffel der Flugabwehrraketengruppe 31 in 3./Flugabwehrraketengruppe 31 und 2./Flugabwehrraketengruppe 31 umbenannt. Zwei bisher aktive Staffeln werden deaktiviert und als Geräteeinheiten (5./Flugabwehrraketengruppe 31 und 6./Flugabwehrraketengruppe 31) am Standort Sanitz/Prangendorf aufgestellt. Vom 9. bis 13. September nimmt das Flugabwehrraketengeschwader 2 an der ersten gemeinsamen Übung „Amber Express“ mit den polnischen Streitkräften in Mecklenburg/Vorpommern und Polen teil. Die Verlegung des Stabs des Flugabwehrraketengeschwaders 2 von Ladeburg nach Bad Sülze wird abgeschlossen.
1997
Die Flugabwehrraketengruppe 31 wird nach dem Abschluss ihrer Umstrukturierung und der Verlegung erneut der NATO unterstellt.
Vom 14. bis 18. April findet die erste taktische Überprüfung der Flugabwehrraketengruppe 31 als „NATO Command Force“ (NATO CF) in den neuen Bundesländern statt. Das erste taktische Schießen mit Flugabwehrraketen (Tactical Firing) des Flugabwehrraketengeschwaders 2 mit den unterstellten Flugabwehrraketengruppen 24 und 31 wird vom 1. bis 8. Juni auf dem NATO-Raketenschießplatz NAMFI auf Kreta durchgeführt. Am 23. Juli werden rund 900 Angehörige des Flugabwehrraketengeschwaders 2 im Rahmen der Hilfe anlässlich der Hochwasserkatastrophe an der Oder eingesetzt. Vom 24. bis 28. November findet eine Taktische Überprüfung der Flugabwehrraketengruppe 24 durch die NATO statt.
1998
Das Flugabwehrraketengeschwader 2 nimmt vom 15. bis 27. Juni an der Übung „Central Enterprise '98“ im Raum Schleswig-Holstein teil. Die Truppenerprobung des Konzeptes für die logistische Einsatzunterstützung wird im Flugabwehrraketengeschwader 2 durchgeführt. Das Flugabwehrraketengeschwader 2 ist vom 14. bis 18. September Leitverband beim Tactical Firing mit unterstellten Flugabwehrraketengruppen 24 und 31 auf dem NATO-Raketenschießplatz NAMFI auf Kreta. Am 9. Juli 1998 besucht der Stellvertretende NATO-Befehlshaber Europa-Mitte, Air Marshal Sir Anthony Bagnall, den Fliegerhorst Oldenburg. Im Rahmen des Truppenbesuchs wird die 3./Flugabwehrraketengruppe 24 und ihr Staffelchef, Major Kerber, für das beste Einzelergebnis bei taktischen Überprüfungen unter allen Flugabwehrraketen-Staffeln Patriot/HAWK/Roland im Bereich Europa-Mitte ausgezeichnet.
1999
Vom 23. bis 28. Mai nimmt das Flugabwehrraketengeschwader 2 an der Übung „Ocelot '99“ auf dem Schießplatz „Ustka“ in Polen teil. Das Flugabwehrraketengeschwaders 2 mit den dem Geschwader unterstellten Flugabwehrraketengruppen 24 und 31 nimmt vom 1. bis 5. November am taktischen Flugabwehrraketen-Schießen (Tactical Firing) auf dem NATO-Raketenschießplatz NAMFI auf Kreta teil.

### 2000er Jahre
2000
- Oberst Hoppe übernimmt das Kommando über das Flugabwehrraketengeschwader 2.

Anlässlich des 40. Jahrestages des Bestehens des Flugabwehrraketengeschwaders 2 veranstaltet der Verband einen feierlichen Appell.
2001
Vom 26. März bis zum 5. April findet die erste taktische Überprüfung neuer Art (Operational Evaluation – OpEval) durch die NATO statt.
- Oberstleutnant Rüdiger Knappe wird Kommandeur des Flugabwehrraketengeschwaders 2.

Anlässlich des offiziellen Beginns des großen Bauvorhabens zur Neugestaltung der Recknitztal-Kaserne findet der „Erste Spatenstich“ statt. Hiermit verbunden ist die Vorbereitung der geplanten Verlegung der Flugabwehrraketengruppe 24 von Oldenburg nach Bad Sülze.
2002
Der „Erste Spatenstich“ als offizieller Baubeginn der Friedens- und Ausbildungsstellung (FAust) in Gnoien-Warbelow leitet die Vorbereitung der geplanten Verlegung der Flugabwehrraketengruppe 24 von Oldenburg nach Bad Sülze ein. Vom 25. bis 27. August befinden sich rund 100 Soldaten der Flugabwehrraketengruppe 31 an der Elbe im Katastropheneinsatz zur Bekämpfung der Hochwasserfolgen. Das PreTacFiring (Vorbereitungsübung zum taktischen Flugabwehrraketen-Schießen) wird vom 9. bis 12. September in der Friedens- und Ausbildungsstellung (FAust) Gubkow durchgeführt. Die erste Geschwaderübung in Mecklenburg-Vorpommern wird abgehalten. Vom 14. bis 21. Oktober findet das taktische Schießen (Tactical Firing) des Flugabwehrraketengeschwaders 2 mit den unterstellten Flugabwehrraketengruppen 24 und 31 auf dem NATO-Raketenschießplatz NAMFI auf Kreta statt. Am 18. Dezember wird die Flugabwehrraketengruppe 31 nach Umstrukturierung und Integration von zwei Flugabwehrraketenstaffeln „Roland“ in Flugabwehrraketengruppe 12 umbenannt.
2003
Vom 21. bis 29. September wird das Tactical Firing des Flugabwehrraketengeschwaders 2 mit den unterstellten Flugabwehrraketengruppen 12 und 24 auf dem NATO-Raketenschießplatz NAMFI (Kreta) als erstes – und gleichzeitig letztes – Schießen mit den Waffensystemen HAWK und Roland durchgeführt, da die gemischten HAWK/Roland-Verbände ihrer Auflösung entgegensehen.
Am 17. Dezember wird im Rahmen eines feierlichen Appells in Burbach die Flugabwehrraketengruppe 21 vom Flugabwehrraketengeschwader 4 an das Flugabwehrraketengeschwader 2 übergeben. Am 31. Dezember werden die je zwei Staffeln HAWK und Roland der Flugabwehrraketengruppe 12 feierlich deaktiviert. Dies markiert gleichzeitig das Ende des Einsatzauftrages der Flugabwehrraketengruppe 12, die bis zu ihrer Auflösung Teil des Geschwaders bleibt.
2004
Am 25. Juni verabschiedet sich die Flugabwehrraketengruppe 21 mit einem militärischen Appell von ihren alten Standorten in Nordrhein-Westfalen (Möhnesee – 45 Jahre) und dem nordhessischen Bad Arolsen (seit 2002) und wird im Rahmen ihrer Verlegung nach Mecklenburg/Vorpommern vorübergehend aufgelöst. Am 30. Juni wird die wieder aufgestellte Flugabwehrraketengruppe 21 in ihren neuen Heimatstandorten Sanitz und Cammin/Prangendorf mit einem militärischen Appell begrüßt.
- Das Kommando über das Geschwader wechselt von Oberst Rüdiger Knappe an Oberstleutnant Lutz Kohlhaus. Im Rahmen dieses militärischen Appells wird dem Flugabwehrraketengeschwader 2 am 29. November der Beiname „Mecklenburg-Vorpommern“ verliehen.

2005
Vom 3. bis 9. Oktober findet das Tactical Firing des Flugabwehrraketengeschwaders 2 mit den unterstellten Flugabwehrraketengruppen 21 und 24 auf dem NATO-Raketenschießplatz NAMFI (Kreta) statt. Am 18. Oktober feiert das Geschwader im Rahmen eines Roll-Out die Einführung des „Gefechtsstands Flugabwehrraketengeschwader“ (NATO-Bezeichnung: „Surface to Air Missile Operations Center“ – SAMOC) in der Friedensausbildungsstellung (FAust) Warbelow.
2006
Vom 1. bis 7. Mai nimmt das Flugabwehrraketengeschwaders 2 mit den unterstellten Flugabwehrraketengruppen 21 und 24 auf dem NATO-Raketenschießplatz NAMFI (Kreta) am Tactical Firing teil, am 19. August an der Veranstaltung „50 Jahre Luftwaffe“ in Laage. Die Flugabwehrraketengruppe 24 am Standort Oldenburg wird aufgelöst und am Standort Bad Sülze neu aufgestellt. Vom 27. November bis 8. Dezember unterzieht ein international besetztes Team der NATO das Flugabwehrraketengeschwader 2 einer taktischen Überprüfung (Operational Evaluation – OpEval). Deren erfolgreicher Abschluss führt zur nationalen Zertifizierung im Rahmen der NATO Response Force 9 (schneller NATO-Eingreifverband – NRF).
2007
Vom 14. bis 23. Mai übt das Flugabwehrraketengeschwader 2 im Rahmen der NRF-9-Übung „Noble Award“ in Dänemark.
- Oberstleutnant Andreas Delp übernimmt das Kommando über das Flugabwehrraketengeschwader 2.

2010
- Das Kommando über das Geschwader wechselt von Oberst Andreas Delp an Oberstleutnant Stefan Drexler.

Im Rahmen des Feierlichen Appells wird dem Flugabwehrraketengeschwader 2 am 19. Mai das Fahnenband des Landes Mecklenburg-Vorpommern durch den Ministerpräsidenten Erwin Sellering verliehen.
2011
Im April 2011 unterzieht ein international besetztes Team der NATO das Flugabwehrraketengeschwader 2 einer taktischen Überprüfung (Operational Evaluation – OpEval). Deren erfolgreicher Abschluss führt zur nationalen Zertifizierung im Rahmen der NATO Response Force 12 (schneller NATO-Eingreifverband – NRF).
2012
Von Januar 2012 bis zum Januar 2013 war das Flugabwehrraketengeschwader 2 für die Bereitstellung des deutschen FlaRak Anteils für die NATO RESPONSE FORCE (NRF)2012 mit einem Umfang von insgesamt 510 Soldaten und den entsprechenden Waffensystemen und Führungskomponenten verantwortlich. 
Ab Dezember 2011 wird das Flugabwehrraketengeschwader 2 bis zu seiner Außerdienststellung am 31. März 2013 durch die einsatzbedingte Abwesenheit des Kommodores und die sich daran anschließende Versetzung durch den stellvertretenden Kommodore Oberstleutnant Mohamed Ibrahim geführt. 
2013
Die dem Flugabwehrraketengeschwader 2 unterstellten Flugabwehrraketengruppen 21 und 24 stellen in Masse das Personal und Material des 1. Kontingents des Teilkontingents FlaRak im Rahmen des Einsatzes ACTIVE FENCE TURKEY ab Januar 2013. Am 8. März wurde das Flugabwehrraketengeschwader 2 in Bad Sülze durch den Kommandeur 2. Luftwaffendivision Generalmajor Löwenstein im Rahmen eines Auflösungsappells im Beisein von Mecklenburg-Vorpommerns Innenminister Lorenz Caffiers mit Wirkung zum 31. März aufgelöst. Am gleichen Tag fand abends ein Abschiedsball im Barocksaal der Universität Rostock als letzte Veranstaltung des Flugabwehrraketengeschwaders 2 statt. Die bislang unterstellten Flugabwehrraketengruppen 21 und 24 wurden zum 1. April dem Flugabwehrraketengeschwader 1 in Husum unterstellt. Das Flugabwehrraketengeschwader 1 ist damit das letzte verbleibende Flugabwehrraketengeschwader der Luftwaffe.
Damit endete die fast 53-jährige Geschichte des Flugabwehrraketengeschwaders 2.